# Phytocoris borregoi
Phytocoris borregoi är en insektsart som beskrevs av Stonedahl 1988. Phytocoris borregoi ingår i släktet Phytocoris och familjen ängsskinnbaggar. Inga underarter finns listade i Catalogue of Life.